# 진주 용암사지 승탑
진주 용암사지 승탑(晉州 龍巖寺址 僧塔)은 대한민국 경남 진주시 이반성면 용암사지에 있는 고려 시대의 승탑이다. 높이는 193센티미터이며, 화강암으로 만들었다. 보물 제372호로 지정되어 있다.
이 부도(浮屠)는 파손된 것을 1962년에 원래 위치에 복원하였는데 지대석·중대석·탑신석은 새로 보충하였다. 하대석은 각 면에 안상(眼象)을 1구씩 마련하고 그 안에 천부상(天部像)을 부조하였는데, 양감이 있으며 천의의 표현도 생동감이 있다. 하대석의 상면은 경사가 있으며 중앙에 1단의 낮은 괴임이 있다. 중대석은 후보(後補)인데 원래는 운용문(雲龍文)이 있었으나 지금은 우주(隅柱)만을 조각하였다. 상대석은 윗변에 단판의 연화가 돌려져 있으며 중앙에는 3단의 받침이 낮게 각출(刻出)되어 있다. 탑신석 역시 후보인데 각 면에 우주형(隅柱形)과 방곽문(方廓文)이 모각(模刻)되어 있다. 옥개석은 얇은 처마 밑에 높은 부연(副緣)이 새겨져 있으며 낙수면은 경사가 완만한데 각 모서리를 내려 뻗은 우주의 끝에 큼직한 귀꽃이 장식되어 있다. 옥정(屋頂)에는 연화(蓮花)가 돌려져 있으며 상륜부에는복발(覆鉢)·앙화(仰花)·수연(水煙)이 남아 있다.

## 같이 보기
- 용암사지 석불